# Super Dual Auroral Radar Svalbard
Super Dual Auroral Radar Svalbard (SuperDARN) är en antennstation på fjället Breinosa (Gruve 7-fjellet) i Adventdalen utanför Longyearbyen i Svalbard.
SuperDarn-stationen ligger ovanför Gruve 7, i närheten av Eiscat Svalbard Radar och strax under Kjell Henriksen-observatoriet. Den är en uppgradering av den tidigare anläggningen på platsen The Space Plasma Exploration by Active Radar (SPEAR) från 2004. Denna uppfördes av Radio and Space Plasma Physics-gruppen vid University of Leicester i Storbritannien uppförde då The Space Plasma Exploration by Active Radar (SPEAR), och var ett radarsystem för utforskning av solens effekt på jordatmosfären. Syftet var att bedriva observationer under en hel solcirkel på elva år. Efter det att finansieringsproblem uppstått, övertog Universitetssenteret på Svalbard anläggningen 2008. Observationerna bedrevs vidare, varefter projektet planenligt lades ned 2014.
SuperDARN-radaranläggningen i Adventdalen invigdes den 19 October 2016. Den är en uppgradering av SPEAR-anläggningen till DARN-standard, organisierad av Universitetssenteret på Svalbard och med finansiering av bland annat Conoco Phillips. Det ingår som en av omkring 35 radaranläggningar inom nätverket Super Dual Auroral Radar Network (SuperDARN) för mätning av hastighet av och riktning på plasma i jonosfären på en höjd av mellan 200 och 300 kilometer. 
Radaranläggningen består av antenner på två rader master på mellan 15 och 18 meters höjd.